# 프리 윌리 2
《프리 윌리 2》(Free Willy 2: The Adventure Home)는 미국에서 제작된 드와이트 H. 리틀 감독의 1995년 가족, 모험, 드라마 영화이다. 제이슨 제임스 릭터 등이 주연으로 출연하였고 제니 류 터전드 등이 제작에 참여하였다.

## 줄거리
양부모와 함께 차츰 안정된 삶을 살고 있는 윌리의 가장 친한 친구 제시가 이번엔 말썽꾸러기 이복동생 엘비스와 함께 여행을 떠난다. 사실 지금까지 제시는 윌리를 다시 볼 수 있을 것이라곤 생각하지 못했다. 하지만 매우 기쁘게도 제시는 동생과의 북서태평양 여행에서  윌리 뿐만 아니라 윌리의 가족까지도 만나게 된다. 그러나 만남의 기쁨도 잠시, 유조선의 기름이 유출되는 사고가 발생하는데...

## 출연

### 주연
- 제이슨 제임스 릭터

### 조연
- 오거스트 쉘렌버그
- 제인 앳킨슨
- 존 테니
- 엘리자베스 페나
- 마이클 매드슨

## 기타
- 원조: 키스 A. 월커
- 공동제작: 리처드 솔로몬
- 협력프로듀서: 셰리 페이드리
- 협력프로듀서: 마크 마샬
- 협력프로듀서: 더글러스 C. 메리필드
- 미술: 폴 실버트
- 의상: 에리카 에델 필립스
- 배역: 린다 고든
- 배역: 주디 테일러